# Churchill (postre)
El churchill o churchil es una variante del típico granizado. Su origen se remonta a la década de los 40 en la ciudad de Puntarenas y, actualmente, es considerado como un postre típico de Costa Rica.

## Historia
Su origen data de la década de los años 40 en el centro de la ciudad de Puntarenas, dónde un comerciante puntarenense llamado Joaquín Aguilar Esquivel o "Quinico", como popularmente se le conocía, acostumbraba ir al Paseo de los Turistas de la ciudad y comprarse un granizado con distintos ingredientes. Los comerciantes de la zona al ver los exóticos ingredientes que don Joaquín pedía en sus granizados decidieron nombrar el peculiar granizado como Churchill, debido al parecido que el señor Joaquín tenía con el emblemático político británico, Winston Churchill.

## Características
El churchill en si es un granizado que tiene los ingredientes básicos (hielo, sirope, leche condensada y leche en polvo) con la variante de que se le agrega helado. 